# Anno 1602
Anno 1602: Creation of a New World (лат. В 1602 году) (в США, Канаде и Австралии издана как 1602 A.D.) — градостроительная стратегия в реальном времени, разработанная австрийской компанией Max Design и выпущенная в 1998 году.
Действие игры происходит в Новое время и включает в себя строительство колонии и управление ресурсами на архипелаге небольших островов. Присутствует возможность исследования, боя, дипломатии и торговли. Игра охватывает тот же период, что и Sid Meier’s Colonization, однако управление колонией в ней более детализировано, а взаимодействие со Старым Светом отсутствует. Местами, в таких моментах, как расширение территории и перевозка ресурсов, Anno 1602 напоминает ранние игры серии The Settlers. Игра более ориентирована на экономическую составляющую, и игроки редко вступают в бой. В ней также была предпринята попытка внедрить так называемый «прогрессивный» ИИ, который автоматически настраивает скорость игры в зависимости от скорости действий игрока.
Игра имела два дополнения, New Islands, New Adventures и By Royal Command (оба вышли в 1998 году), а также явилась родоначальницей целой серии игр Anno, включающей в себя игры Anno 1503, Anno 1701, Anno 1404,  Anno 2070, Anno 2205 и Anno 1800.

## Обзор
Игра позволяет игроку создать на свой вкус реалистичный и живой мир, а в качестве конечной цели ставит колонизацию архипелага и последующую торговлю с другими игроками, своими собственными колониями или местными племенами. В основном она сосредоточена на экономической составляющей, но иногда игроку приходится защищаться от различных врагов.
Anno 1602 позволяет создавать с помощью редактора сценариев свои собственные карты. Этот инструмент проще и удобнее, чем многие более поздние его собратья в других играх, хотя его возможности невелики. Вместе с функцией создания случайных карт он дополнительно привлекает к игре. Однако этот редактор вошёл не во все версии игры, поэтому существуют также любительские программы.

## Игровой процесс
Игра начинается в 1602 г. н. э. и ведётся за неопределённую европейскую нацию, намеренную расширить свои владения за счёт заокеанских территорий. Вначале игрок должен найти поблизости остров, заселить его и начать развитие экономики. Американская версия игры содержит не только все 6 сценариев, вошедших в европейскую (в дополнение к учебнику и тренировке), но и 9 новых, вместе с режимом свободной игры.
Anno 1602 также поддерживает игру по сети, в которой может участвовать до четырёх игроков. Поскольку коллективный режим игры был не настолько проработан, как в более поздних играх, часто происходят ошибки и разъединения. Несмотря на это, некоторые игроки до сих пор сохраняют интерес к многопользовательской игре в Anno 1602. В эту игру можно играть и с помощью нуль-модемного соединения.
Игра сделана настолько нейтральной в национальном вопросе, насколько возможно. После ввода имени персонажа игрок выбирает одно из четырёх цветных знамён, которое будет символизировать его страну. После этого он может начать один из сценариев или играть в режиме свободной игры. Это радикально иной подход по сравнению с такими играми, как The Settlers или Age of Empires, и, по мнению критиков, отсутствие различий между нациями обедняет игру. Фанаты и разработчики игры возражают, что игра создана таким образом, чтобы не создавать неравных условий между игроками в развитии экономики.
В отличие от других игр, где технология играет большую роль в противостоянии сторон, в Anno 1602 технические улучшения важны прежде всего для внутреннего развития колонии. Например, в ней преобладают апгрейды, повышающие не боеспособность кораблей, а их грузоподъёмность и увеличивающие тем самым доходы колонии. Большинство зданий в ходе игры также могут быть улучшены на радость горожанам, которые будут увеличивать доходы колонии и давать игроку возможность для её развития и заселения других островов.
Для постройки военных предприятий игроку требуется достичь определённого уровня населения. Производство оружия идёт с помощью целой цепочки зданий; кроме того, другие здания производят юнитов. После постройки зданиям также понадобится постоянный приток денег (ещё одна причина, почему в игре так важна экономика). Несмотря на сложность, такая «линия производства» была внедрена и в более новые игры, например, в Stronghold. Даже после строительства большой армии враг может нанести серьёзный урон, взяв остров в кольцо блокады и прервав торговлю; такая тактика очень похожа на реальные действия, происходившие во время европейских войн.
С развитием и расширением колонии игрок получает доступ к все большему числу различных типов зданий, а горожане начинают возводить более элегантные и внушительные по размерам дома. Такая цикличная система — одна из причин продолжительного интереса к игре, и многие игроки потратили не один час в попытках увеличить население колонии, чтобы под конец получить доступ к новой постройке или юниту.